# Алфа Ромео ђулија (952)
Алфа Ромео ђулија (итал. Alfa Romeo Giulia) је аутомобил који производи италијанска фабрика аутомобила Алфа Ромео од 2016. године.
Представљен је 24. јуна 2015. године на изложби Expo у Милану, на дан прославе 105. рођендана бренда Алфа Ромеа. С овим моделом Алфа жели да конкурише луксузним моделима средње класе, као што су Ауди А4, BMW серије 3, Мерцедес Ц класе, Лексус ИС. Аутомобил носи назив ђулија, коју је Алфа Ромео већ користио на моделу који се производио од 1962. до 1978. године.